# Nélida Gómez de Navajas
Nélida Gómez de Navajas (* 23. Juli 1927 in Buenos Aires; † 2. Mai 2012 in Buenos Aires) war eine argentinische Menschenrechtsaktivistin.
Sie war eine der Gründerinnen der Madres de Plaza de Mayo (Mütter des Platzes der Mairevolution). Hintergrund war die Entführung ihrer schwangeren Tochter Cristina Navajas am 13. Juli 1976 während der argentinischen Militärdiktatur (1976 – 1983). Silvia Navaja und ihr Ehemann Julio Santucho, der zum Zeitpunkt der Entführung in Italien war, gehörten der Revolutionären Arbeiterpartei Argentiniens (Partido Revolucionario de los Trabajadores, PRT) an. Über den Verbleib des in Gefangenschaft geborenen Enkelkinds war trotz der Bemühungen Gómez’ de Navajas jahrzehntelang nichts bekannt. Erst elf Jahre nach ihrem Tod, im Juli 2023 wurde die Identität des „Enkel 133“ aufgeklärt, der im März 1977 von einem Mitglied der Sicherheitskräfte und einer Krankenschwester als eigener Sohn registriert worden war.
Nélida Gómez war Vizepräsidentin des Instituto Multimedia DerHumALC, der Veranstalterin des Festival Internacional de Cine de Derechos Humanos.